# Теймор, Джули
Джули Теймор (англ. Julie Taymor; род. 15 декабря 1952) — американский режиссёр театра, кино и оперы, сценарист и кинопродюсер. Работы Теймор заслужили хорошие отзывы критиков, она заработала две награды «Тони» (всего четыре номинации), премию «Эмми», номинацию на премию Американской киноакадемии. Живёт в Нью-Йорке вместе с партнёром, композитором Эллиотом Голденталем, с которым они уже вместе более двадцати лет.

## Ранние годы
Джули Теймор родилась 15 декабря 1952 года в семье Мелвина Лестера — врача-гинеколога и Элизабет Теймор (в девичестве Берштейн) — преподавательницы политологии.
Интерес к театру проявился у Джули ещё в детстве. В девять лет она начала посещать детский театр Бостона, в старшей школе заинтересовалась путешествиями и посетила Шри-Ланку и Индию в рамках программы «Эксперимент международной жизни», который является частью пакета программ международного обмена между США и другими странами.
В 1970 году Теймор поступила в колледж в Огайо и в 1974 году окончила обучение с отличием.

## Карьера
Признание как режиссёра пришло к Джули Теймор после выхода в 1997 году мюзикла «Король Лев» — адаптации одноимённого анимационного фильма. Премьерный показ на сцене состоялся 31 июля 1997 года в Миннеаполисе в театре «Орфей» и имел огромный успех. За эту работу Теймор получила две награды «Тони» — за режиссуру и за дизайн костюмов, став первой женщиной, получившей премию «Тони» за режиссуру мюзиклов.
В 1999 году Джули сняла фильм «Тит» — киноадаптацию трагедии Шекспира «Тит Андроник», а в 2002 году — фильм «Фрида» (основанный на жизни художницы Фриды Кало). Оба фильма получили позитивные отзывы, а фильм «Фрида» был номинирован в шести категориях на премию «Оскар», выиграв в двух из них (за лучший грим и лучший оригинальный саундтрек).
Следующая работа Джули Теймор — фильм-мюзикл «Через Вселенную» о 1960-х годах, рассказанный с помощью композиций группы «Битлз» в современном исполнении, в главных ролях снялись Джим Стерджесс и Эван Рэйчел Вуд. Фильм вышел в сентябре 2007 года и был номинирован на премию «Оскар» и «Золотой глобус». На ежегодной церемонии награждения «Женщины в Голливуде», которую проводит журнал «Elle», Джули Теймор получила премию за работу над этим фильмом.
В 2010 году вышел четвёртый художественный фильм Теймор «Буря» по одноимённой пьесе Шекспира, которую она ранее уже ставила в театре.
В 2011 году состоялась премьера поставленного Теймор мюзикла о Человеке-пауке, ставшего её первой работой над мюзиклом по известной идее после Короля Льва. Главную роль в мюзикле исполнил молодой актёр Рив Карни, сыгравший принца Фердинанда в фильме «Буря».
В 2020 году вышел новый полнометражный художественный фильм Теймор «Глории» о жизни журналистки и лидера феминистского движения в США Глории Стайнем.

## Фильмография

### Режиссёр
- 1999 — «Тит» / Titus
- 2002 — «Фрида» / Frida
- 2007 — «Через Вселенную» / Across the Universe
- 2010 — «Буря» / The Tempest
- 2020 — «Глории» / The Glorias

### Театральные постановки
- 1986 — «Буря», по пьесе Шекспира
- 1988 — «Укрощение строптивой», по пьесе Шекспира
- 1992 — «Царь Эдип», опера Стравинского
- 1993 — «Волшебная флейта», опера Моцарта
- 1994 — «Тит Андроник», по пьесе Шекспира
- 1996 — «Летучий голландец», опера Вагнера
- 1995 — «Саломея», опера Рихарда Штраусса
- 1996 — «Juan Darién: A Carnival Mass», опера Голденталя
- 1997 — «Король Лев», мюзикл
- 2000 — «Зелёная птичка», по сказке Карло Гоцци
- 2006 — «Волшебная флейта», опера Моцарта
- 2007 — «Грендель», опера Голденталя
- 2011 — «Spider-Man: Turn Off the Dark», мюзикл